# Charley Patton
Charley Patton (1º maggio 1891 – 28 aprile 1934) è stato un chitarrista e cantante statunitense blues.
Conosciuto anche come Charlie Patton, viene considerato da molti il "Padre del Delta Blues" e per questo una delle più vecchie figure note della musica popolare americana. Gli si attribuisce la creazione di un corpus duraturo di musica americana e ha ispirato personalmente quasi tutti i musicisti del Delta. Il musicologo Robert Palmer lo ritiene uno dei più importanti musicisti che l'America abbia prodotto nel ventesimo secolo. Molte fonti, incluse le sue registrazioni e la lapide sulla sua tomba, indicano essere "Charley" il suo nome anche se egli stesso lo pronunciava "Charlie".

## Biografia
Charlie Patton fu una delle prime star mainstream del Delta Blues. Patton, nato nella Contea di Hinds, Mississippi, in una piantagione tra Bolton ed Edwards, trascorse la maggior parte della sua vita nella Contea di Sunflower, nel Delta del Mississippi. Molte fonti indicano il 1891 come anno della sua nascita, e sono stati suggeriti anche il 1887 e il 1894. Nel 1900 la sua famiglia si spostò 100 miglia a nord nella leggendaria Dockery Farm, segheria e piantagione di cotone ampia 10000 acri, in prossimità di Ruleville, Mississippi. Fu qui che sia John Lee Hooker che Howlin' Wolf caddero vittime dell'"incantesimo" di Patton.
Presso la Dockery Farm, Charlie finì sotto la tutela di Henry Sloan, che usava uno stile nuovo e inusuale alla chitarra che oggi verrebbe considerato un blues primigenio. Charlie seguì Henry Sloan nei suoi viaggi e, quando aveva circa 19 anni, divenne un esperto performer e songwriter, dopo aver già composto "Pony Blues", brano che influenzerà molto il blues. Robert Palmer descrive Patton come un "jack-of-all-trades bluesman", ovvero "un bluesman incredibilmente adattabile" che suonava "deep blues, canzoni bianche hillbilly e altri tipi di brani da ballo country bianchi e neri con eguale facilità".
Patton fu estremamente popolare nel sud degli Stati Uniti, e - in contrasto con i vagabondaggi di molti musicisti blues della sua epoca - suonava in esibizioni prestabilite nelle piantagioni e nelle bettole. Patton ottenne notorietà per le sue grandi doti di intrattenitore, spesso suonando con la chitarra sotto le ginocchia, dietro la testa o dietro la schiena. Sebbene Patton fosse alto poco più di un metro e sessantacinque e pesasse sessanta chili, si diceva che la sua voce potesse essere udita a grande distanza senza amplificazione. La voce roca di Patton ebbe grande influenza sullo stile canoro del suo giovane amico Chester Burnett, che ottenne fama a Chicago col nome di Howlin' Wolf. Patton si stabilì a Holly Ridge, nel Mississippi con la sua moglie de facto Bertha Lee Pate nel 1933. Morì di infarto il 28 aprile 1934 nella piantagione Heathman-Deadham, vicino Indianola, al 350 di Heathman Street, ed è sepolto a Holly Ridge, Mississippi (entrambe le città si trovano nella contea di Sunflower). Bertha Lee non è menzionata nel suo certificato di morte; l'unico informatore citato è un certo Willie Calvin. La sua morte non fu riportata dai giornali. Una pietra tombale in memoria fu posta sulla sua tomba (il cui luogo fu identificato dal custode del cimitero C. Howard che affermava di essere stato presente alla sepoltura), dietro finanziamento del musicista John Fogerty attraverso il Mount Zion Memorial Fund nel luglio del 1990. La grafia del nome di Patton fu dettata da Jim O'Neal che compose anche l'epitaffio.
Si è a conoscenza di una sola foto di Charlie Patton, sebbene la sua autenticità sia discussa. La foto è di proprietà di un collezionista, John Tefteller.
Il gruppo etnico di appartenenza di Patton è oggetto di un dibattito secondario. Sebbene fosse considerato afroamericano, ci sono state voci che affermavano che fosse messicano per la sua costituzione leggera, o forse anche un Cherokee, teoria avallata da Howlin' Wolf. In realtà, Patton era un misto di sangue bianco, nero e Cherokee (una delle sue nonne era una vera Cherokee). Patton stesso cantava nella sua "Dirt Road Blues" di essere stato alla "Nation" e al "Territo'" - che sta a indicare la porzione Cherokee del territorio indiano (che divenne parte dello stato dell'Oklahoma nel 1907), in cui diversi "Black Indians" cercarono invano di ottenere un posto nei registri indiani per ottenere così della terra.

## Riconoscimenti
Screamin' and Hollerin' the Blues: The Worlds of Charley Patton è un cofanetto che raccoglie le registrazioni di Charley Patton. Esso include anche registrazioni di molti dei suoi amici e compagni. La raccolta ha vinto tre Grammy Awards nel 2003 come Miglior Album Storico, Miglior Cofanetto o Confezione in Edizione Limitata e Miglior Commento all'Album. Un'altra raccolta delle registrazioni di Patton è "The Definitive Charley Patton", pubblicata dalla Catfish Records.
La canzone di Patton "Pony Blues" (1929) è stata inclusa dalla National Recording Preservation Board nella Library of Congress' National Recording Registry nel 2006. Il comitato seleziona annualmente brani che sono "culturalmente, storicamente o esteticamente significativi".

## Tributi
- Il gruppo blues-rock Canned Heat eseguì le seguenti cover dei brani di Patton: "Pony Blues", "Shake It and Break It" e "Yellow Bee".
- Bob Dylan gli dedicò il brano High Water (For Charley Patton) nel suo album del 2001 Love and Theft.
- The Reverend Peyton's Big Damn Band produsse un album tributo a Charley Patton: Peyton on Patton, pubblicato il 19 luglio 2011. L'album entrò nella Billboard classificandosi alla posizione numero #7.
- Il cantautore francese Francis Cabrel nominò Patton nella canzone "Cent Ans de Plus" nel suo album del 1999, Hors-Saison.
- La band Indie rock Gomez registrò, nell'album How We Operate, una canzone dal titolo "Charley Patton Songs".
- Nello studio in cui la band The White Stripes' registrò l'album Icky Thump, è presente, attaccata a un muro, una fotografia che ritrae Charley Patton.
- Jule Brown eseguì una cover del brano di Patton "Green River Blues", nell'album Smoke and Mirrors del 2006.
- Robert Crumb narrò la vita di Patton in un fumetto.
- La band degli anni 80, Hi Sheriffs of Blue(che include gli artisti Mark Dagley, George Condo e Elliott Sharp) prese il nome da una canzone di Patton dal titolo "High Sheriff Blues".

## Discografia
1929, Richmond
- "Mississippi Boweavil Blues", su charleypatton.skyrock.com. URL consultato il 10 maggio 2009 (archiviato dall'url originale il 29 ottobre 2010).
- "Screamin' And Hollerin' The Blues", su charleypatton.skyrock.com. URL consultato il 10 maggio 2009 (archiviato dall'url originale il 4 marzo 2016).
- "Down The Dirt Road Blues", su charleypatton.skyrock.com. URL consultato il 10 maggio 2009 (archiviato dall'url originale il 3 agosto 2021).
- "Banty Rooster Blues", su charleypatton.skyrock.com. URL consultato il 10 maggio 2009 (archiviato dall'url originale il 3 agosto 2021).
- "Pea Vine Blues", su charleypatton.skyrock.com. URL consultato il 10 maggio 2009 (archiviato dall'url originale il 4 marzo 2016).
- "It Won't Be Long, su charleypatton.skyrock.com. URL consultato il 10 maggio 2009 (archiviato dall'url originale il 4 marzo 2016).
- "Tom Rushen Blues", su charleypatton.skyrock.com. URL consultato il 10 maggio 2009 (archiviato dall'url originale il 4 marzo 2016).
- "A Spoonful Blues", su charleypatton.skyrock.com. URL consultato il 10 maggio 2009 (archiviato dall'url originale il 28 ottobre 2010).
- "Shake It And Break It (But Don't Let It Fall Mama)", su charleypatton.skyrock.com. URL consultato il 10 maggio 2009 (archiviato dall'url originale il 3 agosto 2021).
- "Prayer Of Death Part 1 & 2" [collegamento interrotto], su charleypatton.skyrock.com.
- "Lord I'm Discouraged", su charleypatton.skyrock.com. URL consultato il 10 maggio 2009 (archiviato dall'url originale il 4 marzo 2016).
- "I'm Goin' Home", su charleypatton.skyrock.com. URL consultato il 10 maggio 2009 (archiviato dall'url originale il 4 marzo 2016).

1929, Grafton
- "Going To Move To Alabama", su charleypatton.skyrock.com. URL consultato il 10 maggio 2009 (archiviato dall'url originale il 2 febbraio 2015).
- "Elder Greene Blues", su charleypatton.skyrock.com. URL consultato il 10 maggio 2009 (archiviato dall'url originale il 4 marzo 2016).
- "Circle Round The Moon", su charleypatton.skyrock.com. URL consultato il 10 maggio 2009 (archiviato dall'url originale il 4 marzo 2016).
- "Devil Sent The Rain Blues" [collegamento interrotto], su charleypatton.skyrock.com.
- "Mean Black Cat Blues", su charleypatton.skyrock.com. URL consultato il 10 maggio 2009 (archiviato dall'url originale il 4 marzo 2016).
- "Frankie And Albert", su charleypatton.skyrock.com. URL consultato il 10 maggio 2009 (archiviato dall'url originale il 4 marzo 2016).
- "Some These Days I'll Be Gone" [collegamento interrotto], su charleypatton.skyrock.com.
- "Green River Blues" [collegamento interrotto], su charleypatton.skyrock.com.
- "Hammer Blues" [collegamento interrotto], su charleypatton.skyrock.com.
- "Magnolia Blues" [collegamento interrotto], su charleypatton.skyrock.com.
- "When Your Way Gets Darl", su charleypatton.skyrock.com. URL consultato il 10 maggio 2009 (archiviato dall'url originale il 4 marzo 2016).
- "Heart Like Railroad Street", su charleypatton.skyrock.com. URL consultato il 10 maggio 2009 (archiviato dall'url originale il 4 marzo 2016).
- "Some Happy Day", su charleypatton.skyrock.com. URL consultato il 10 maggio 2009 (archiviato dall'url originale il 4 marzo 2016).
- "You're Gonna Need Somebody When You Die", su charleypatton.skyrock.com. URL consultato il 10 maggio 2009 (archiviato dall'url originale il 4 marzo 2016).
- "Jim Lee Blues Part 1", su charleypatton.skyrock.com. URL consultato il 10 maggio 2009 (archiviato dall'url originale il 4 marzo 2016).
- "Jim Lee Blues Part 2" [collegamento interrotto], su charleypatton.skyrock.com.
- "High Water Everywhere Part 1", su charleypatton.skyrock.com. URL consultato il 10 maggio 2009 (archiviato dall'url originale il 4 marzo 2016).
- "High Water Everywhere Part 2" [collegamento interrotto], su charleypatton.skyrock.com.
- "Jesus Is A Dying-Bed Maker", su charleypatton.skyrock.com. URL consultato il 10 maggio 2009 (archiviato dall'url originale il 4 marzo 2016).
- "I Shall Not Be Moved", su charleypatton.skyrock.com. URL consultato il 10 maggio 2009 (archiviato dall'url originale il 4 marzo 2016).
- "Rattlesnake Blues", su charleypatton.skyrock.com. URL consultato il 10 maggio 2009 (archiviato dall'url originale il 28 settembre 2021).
- "Running Wild Blues", su charleypatton.skyrock.com. URL consultato il 10 maggio 2009 (archiviato dall'url originale il 4 marzo 2016).
- "Joe Kirby", su charleypatton.skyrock.com. URL consultato il 10 maggio 2009 (archiviato dall'url originale il 4 marzo 2016).
- "Mean Black Moan", su charleypatton.skyrock.com. URL consultato il 10 maggio 2009 (archiviato dall'url originale il 28 settembre 2021).
- "Farrell Blues", su charleypatton.skyrock.com. URL consultato il 10 maggio 2009 (archiviato dall'url originale il 4 marzo 2016).
- "Come Back Corrina", su charleypatton.skyrock.com. URL consultato il 10 maggio 2009 (archiviato dall'url originale il 28 settembre 2021).
- "Tell Me Man Blues", su charleypatton.skyrock.com. URL consultato il 10 maggio 2009 (archiviato dall'url originale il 28 settembre 2021).
- "Be True Be True Blues" [collegamento interrotto], su charleypatton.skyrock.com.

1930, Grafton
- "Dry Well Blues" [collegamento interrotto], su charleypatton.skyrock.com.
- "Some Summer Day ", su charleypatton.skyrock.com. URL consultato il 10 maggio 2009 (archiviato dall'url originale il 4 marzo 2016).
- "Moon Going Down", su charleypatton.skyrock.com. URL consultato il 10 maggio 2009 (archiviato dall'url originale il 4 marzo 2016).
- "Bird Nest Bound", su charleypatton.skyrock.com. URL consultato il 10 maggio 2009 (archiviato dall'url originale il 4 marzo 2016).

1934, New York City
- "Jersey Bull Blues" [collegamento interrotto], su charleypatton.skyrock.com.
- "High Sheriff Blues", su charleypatton.skyrock.com. URL consultato il 10 maggio 2009 (archiviato dall'url originale il 4 marzo 2016).
- "Stone Pony Blues", su charleypatton.skyrock.com. URL consultato il 10 maggio 2009 (archiviato dall'url originale il 28 settembre 2021).
- "34 Blues" [collegamento interrotto], su charleypatton.skyrock.com.
- "Love My Stuff" [collegamento interrotto], su charleypatton.skyrock.com.
- "Revenue Man Blues", su charleypatton.skyrock.com. URL consultato il 10 maggio 2009 (archiviato dall'url originale il 4 marzo 2016).
- "Oh Death", su charleypatton.skyrock.com. URL consultato il 10 maggio 2009 (archiviato dall'url originale il 4 marzo 2016).
- "Troubled 'Bout My Mother", su charleypatton.skyrock.com. URL consultato il 10 maggio 2009 (archiviato dall'url originale il 4 marzo 2016).
- "Poor Me", su charleypatton.skyrock.com. URL consultato il 10 maggio 2009 (archiviato dall'url originale il 3 agosto 2021).
- "Hang It On The Wall", su charleypatton.skyrock.com. URL consultato il 10 maggio 2009 (archiviato dall'url originale il 4 marzo 2016).
- "Yellow Bee", su charleypatton.skyrock.com. URL consultato il 10 maggio 2009 (archiviato dall'url originale il 4 marzo 2016).
- "Mind Reader Blues", su charleypatton.skyrock.com. URL consultato il 10 maggio 2009 (archiviato dall'url originale il 3 agosto 2021).